# Tolpia
Tolpia is een geslacht van vlinders van de familie spinneruilen (Erebidae), uit de onderfamilie Calpinae.

## Soorten
- T. argentescens Hampson, 1912
- T. atripuncta Hampson, 1926
- T. bilineata Hampson, 1907
- T. bipars Hampson, 1907
- T. brachyptera Hampson, 1926
- T. conscitulana Walker, 1863
- T. leucomera Hampson, 1926
- T. leucopis Hampson, 1907
- T. lobifera Hampson, 1926
- T. melanosticta Hampson, 1907
- T. myops Hampson, 1907
- T. plumbifusa Hampson, 1907
- T. rufocastanea (Rothschild, 1924)
- T. suffuscalis (Swinhoe, 1887)
- T. testacea Rothschild, 1916